# Epimerella distenta
Epimerella distenta är en kvalsterart som beskrevs av Nusret Ayyildiz och Malcolm Luxton 1989. Epimerella distenta ingår i släktet Epimerella och familjen Epimerellidae. Inga underarter finns listade i Catalogue of Life.